# Баташёв, Александр Степанович
Александр Степанович Баташе́в (28 марта 1848 — 28 октября 1912) — русский предприниматель, меценат. Почётный гражданин Тулы. Общественный деятель. Почётный член Казанского общества трезвости.
Один из основателей Московского зоопарка, основатель российского птицеводства, т. н. «баташе́вские» куры и утки, кавалер российских и иностранных орденов.

## Биография
Родился 28 марта 1848 года в семье владельца небольшой самоварной фабрики в Чулковской слободе. Закончив четыре класса церковно-приходской школы, с девятилетнего возраста он стал помогать в семейном деле. В 1860 году его отец, Степан Федотович Боташев, умер, завещав дом и имущество своей жене и детям: Василию, Александру и Павлу (всего в семье было 11 детей). Управление производством взял на себя старший сын, Василий.
Прежняя фабрика сгорела и пришлось создавать в Туле новое предприятие. Была построена фабрика с несколькими новыми корпусами, оборудованными паровыми машинами и большим количеством рабочих мест, обеспечил стабильным заработком 500 человек. Осуществлённая модернизация, позволила ежегодно на Баташевской фабрике выпускать до 100 тысяч самоваров. С 1869 года самовары, подносы и чайники с логотипом самоварной фабрики братьев Баташевых всегда возвращались с высшими наградами со Всероссийских и международных промышленных ярмарок. Изображения этих медалей украшали медную продукцию фабрики, делая её похожей на этикетки элитных французских вин. Фабрика братьев Баташевых с 1869 года вплоть до революции 1917 года считалась крупнейшим частным заводом в Туле. Когда подросли младшие братья, в 1876 году был создан торговый дом в виде «Товарищества В. С., А. С. и П. С. Баташевых», в котором старший Василий занимался финансами, Александр — фабрикой, а Павел — продукцией. Спустя некоторое время Павел вышел из дела, продав свою долю, а через несколько лет решил уйти и Александр. Сначала он купил фабрику на Демидовской улице, однако решил отдать эти строения под ночлежный дом, который просуществовал до 1917 года. А потом ещё одну — на Ново-Павшинской улице (ныне — угол улиц Лейтейзена и Коминтерна).
С детства увлекался разведением голубей. Его опыты по скрещиванию различных птичьих пород, сначала только голубей, потом гусей и кур, были отмечены похвалой именитыми селекционерами Российской империи. Труды Баташёва, имевшего всего лишь 4-х классное образование церковно-приходской школы, печатались в специализированных научных журналах России. Ученые-зоологи восхищались выведенными на его ферме курами-кохинхинами и бойцовыми гусями. Чёрные баташёвские голуби-турманы считались лучшими не только в Российской империи, но и во всём мире. Выведенные им породы пернатых имели не меньше наград, чем самовары, покоряя публику на сельскохозяйственных выставках в Туле, Орле, Курске, Рязани, Харькове и в Одессе.
Меценат и благотворитель. Участвовал в создании благотворительного общества «Милосердие» для помощи городским бедным и нищим и щедро помогал ему. Открыл в своей усадьбе «Дом трудолюбия», где десятки тульских безработных женщин получили возможность научиться швейному делу и заработать на пропитание. Из материалов, купленных на средства общества, они шили бельё, которое опять же покупалось членами «Милосердия» и раздавалось беднякам и погорельцам. Создал первый в Туле ночлежный дом. Со временем список благотворительных фондов и организаций, с которыми сотрудничал А. Баташёв, к концу XIX века достиг 25. В конце XIX века в нескольких домах, которые он подарил земству, появилась одно из первых в России специализированная глазная лечебница.

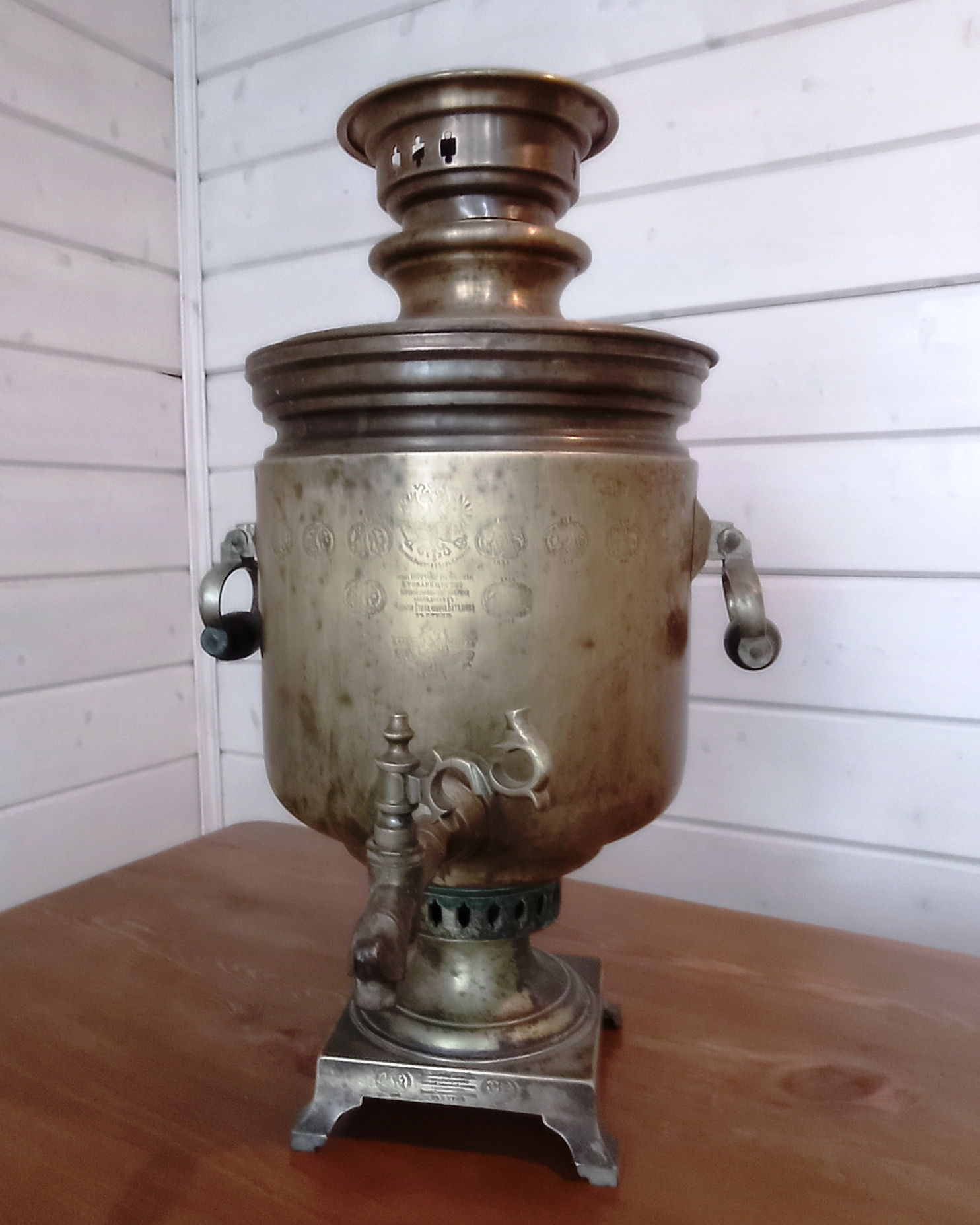
Самовар фабрики Баташевых

В 1892 году отдал один из своих домов под школу и училище для слепых детей, а через год открыл по соседству с храмом Серафима Саровского «убежище» (приют) для слепых старцев «обоего пола». Общая стоимость зданий, переданных Баташёвым под благие дела, превышала 100 тысяч рублей.
Был в числе жертвователей Московского зоопарка, на средства которых было построено много удобных и красивых павильонов, значительная часть их прослужила до реконструкции 1990-х годов; член Общества акклиматизации на средства которых устраивались экспедиции за животными, безвозмездно участвовал в управлении зоосадом..
Умер в результате тяжелой формы сахарного диабета и похоронен на тульском Всехсвятском кладбище.